# Nothfelden
Nothfelden ist ein Stadtteil der Stadt Wolfhagen im nordhessischen Landkreis Kassel.

## Geographie
Der Ort befindet sich im Naturpark Habichtswald an den Landesstraßen 3312 und 3214, die sich im Ort kreuzen.
Von dem auf einem Plateau gelegenen Ort hat man einen weiten Blick in das Wolfhagener Land.

## Geschichte

### Ortsgeschichte
Die älteste bekannte schriftliche Erwähnung von Nothfelden erfolgte unter dem Namen Nothfelt im Codex Eberhardi und wird in die Zeit 817–842 datiert. Weitere Erwähnungen erfolgten unter den Ortsnamen (in Klammern das Jahr der Erwähnung): Nothfelth, de, Nidernnothfelt (1123); Notvolde (1148–1162); Nothvelde (1206), Nothvelde (1259); inferiori Notfelt (1267); inferiori Notfelde (1305); Notfelth inferiori (1314); Noitfelde (1332–1344); Nortfelden (1536); Nothfeldt (1585); und Nothfeld (1708/10).
Zum 1. Februar 1971 wurde die bis dahin selbständige Gemeinde Nothfelden im Zuge der Gebietsreform in Hessen auf freiwilliger Basis in die Stadt Wolfhagen eingemeindet.
Für Nothfelden wurde, wie für alle nach Wolfhagen eingegliederten Gemeinden, ein Ortsbezirk mit Ortsbeirat und Ortsvorsteher nach der Hessischen Gemeindeordnung eingerichtet.

### Verwaltungsgeschichte im Überblick
Die folgende Liste zeigt die Staaten und Verwaltungseinheiten, denen Nothfelden angehörte:
- vor 1567: Heiliges Römisches Reich, Landgrafschaft Hessen, Amt Wolfhagen
- ab 1567: Heiliges Römisches Reich, Landgrafschaft Hessen-Kassel, Amt Wolfhagen
- 1787: Heiliges Römisches Reich, Landgrafschaft Hessen-Kassel, Niederhessen, Amt Wolfhagen
- 1807–1813: Königreich Westphalen, Departement der Fulda, Distrikt Kassel, Kanton Wolfhagen (Friedensgericht Wolfhagen)
- ab 1815: Kurfürstentum Hessen, Niederhessen, Amt Wolfhagen[9]
- ab 1821/22: Kurfürstentum Hessen, Provinz Niederhessen, Kreis Wolfhagen[10][Anm. 1]
- ab 1848: Kurfürstentum Hessen, Bezirk Kassel
- ab 1851: Kurfürstentum Hessen, Provinz Niederhessen, Kreis Wolfhagen
- ab 1867: Königreich Preußen, Provinz Hessen-Nassau, Regierungsbezirk Kassel, Kreis Wolfhagen
- ab 1871: Deutsches Reich, Königreich Preußen, Provinz Hessen-Nassau, Regierungsbezirk Kassel, Kreis Wolfhagen
- ab 1918: Deutsches Reich, Freistaat Preußen, Provinz Hessen-Nassau, Regierungsbezirk Kassel, Kreis Wolfhagen
- ab 1944: Deutsches Reich, Freistaat Preußen, Provinz Kurhessen, Landkreis Wolfhagen
- ab 1945: Deutsches Reich, Amerikanische Besatzungszone, Groß-Hessen, Regierungsbezirk Kassel, Landkreis Wolfhagen
- ab 1946: Deutsches Reich, Amerikanische Besatzungszone, Hessen, Regierungsbezirk Kassel, Landkreis Wolfhagen
- ab 1949: Bundesrepublik Deutschland, Hessen, Regierungsbezirk Kassel, Landkreis Wolfhagen
- ab 1971: Bundesrepublik Deutschland, Hessen, Regierungsbezirk Kassel, Landkreis Wolfhagen, Stadt Wolfhagen
- ab 1972: Bundesrepublik Deutschland, Hessen, Regierungsbezirk Kassel, Landkreis Kassel, Stadt Wolfhagen

## Bevölkerung

### Einwohnerstruktur 2011
Nach den Erhebungen des Zensus 2011 lebten am Stichtag, dem 9. Mai 2011, in Nothfelden 360 Einwohner. Darunter waren 6 (1,7 %) Ausländer. Nach dem Lebensalter waren 60 Einwohner unter 18 Jahren, 144 zwischen 18 und 49, 75 zwischen 50 und 64 und 81 Einwohner waren älter. Die Einwohner lebten in 144 Haushalten. Davon waren 30 Singlehaushalte, 51 Paare ohne Kinder und 51 Paare mit Kindern, sowie 12 Alleinerziehende und 3 Wohngemeinschaften. In 30 Haushalten lebten ausschließlich Senioren und in 90 Haushaltungen lebten keine Senioren/-innen.

### Einwohnerentwicklung
Quelle: Historisches Ortslexikon
- 1537: 26 Wohnhäuser
- 1585: 34 Haushaltungen
- 1747: 44 Haushaltungen

| Nothfelden: Einwohnerzahlen von 1834 bis 2020 | Nothfelden: Einwohnerzahlen von 1834 bis 2020 | Nothfelden: Einwohnerzahlen von 1834 bis 2020 | Nothfelden: Einwohnerzahlen von 1834 bis 2020 | Nothfelden: Einwohnerzahlen von 1834 bis 2020 |
| --- | --------------------------------------------- | --------------------------------------------- | --------------------------------------------- | --------------------------------------------- |
| Jahr |                                               |                                               |                                               | Einwohner                                     |
| 1834 | 1834                                          |                                               | 337                                           | 337                                           |
| 1840 | 1840                                          |                                               | 349                                           | 349                                           |
| 1846 | 1846                                          |                                               | 391                                           | 391                                           |
| 1852 | 1852                                          |                                               | 367                                           | 367                                           |
| 1858 | 1858                                          |                                               | 343                                           | 343                                           |
| 1864 | 1864                                          |                                               | 387                                           | 387                                           |
| 1871 | 1871                                          |                                               | 342                                           | 342                                           |
| 1875 | 1875                                          |                                               | 322                                           | 322                                           |
| 1885 | 1885                                          |                                               | 310                                           | 310                                           |
| 1895 | 1895                                          |                                               | 334                                           | 334                                           |
| 1905 | 1905                                          |                                               | 321                                           | 321                                           |
| 1910 | 1910                                          |                                               | 322                                           | 322                                           |
| 1925 | 1925                                          |                                               | 316                                           | 316                                           |
| 1939 | 1939                                          |                                               | 302                                           | 302                                           |
| 1946 | 1946                                          |                                               | 474                                           | 474                                           |
| 1950 | 1950                                          |                                               | 467                                           | 467                                           |
| 1956 | 1956                                          |                                               | 341                                           | 341                                           |
| 1961 | 1961                                          |                                               | 331                                           | 331                                           |
| 1967 | 1967                                          |                                               | 335                                           | 335                                           |
| 1970 | 1970                                          |                                               | 375                                           | 375                                           |
| 1980 | 1980                                          |                                               | ?                                             | ?                                             |
| 1990 | 1990                                          |                                               | ?                                             | ?                                             |
| 2000 | 2000                                          |                                               | ?                                             | ?                                             |
| 2011 | 2011                                          |                                               | 360                                           | 360                                           |
| 2014 | 2014                                          |                                               | 354                                           | 354                                           |
| 2020 | 2020                                          |                                               | 338                                           | 338                                           |
| Datenquelle: Historisches Gemeindeverzeichnis für Hessen: Die Bevölkerung der Gemeinden 1834 bis 1967. Wiesbaden: Hessisches Statistisches Landesamt, 1968. Weitere Quellen: bis 1970; Stadt Wolfhagen; Zensus 2011 |                                               |                                               |                                               |                                               |

### Historische Religionszugehörigkeit
| • 1834: | 310 evangelische (= 100 %) Einwohner                              |
| • 1961: | 305 evangelische (= 92,15 %), 25 katholische (= 7,55 %) Einwohner |

## Politik
Für Nothfelden besteht ein Ortsbezirk (Gebiete der ehemaligen Gemeinde Nothfelden) mit Ortsbeirat und Ortsvorsteher nach der Hessischen Gemeindeordnung.
Der Ortsbeirat besteht aus sieben Mitgliedern. Bei den Kommunalwahlen in Hessen 2021 betrug die Wahlbeteiligung zum Ortsbeirat 70,00 %. Alle Kandidaten gehörten der „Gürgerliste Nothfelden“ an. Der Ortsbeirat wählte Torsten Grüning zum Ortsvorsteher.

## Kultur und Sehenswürdigkeiten
Kirche

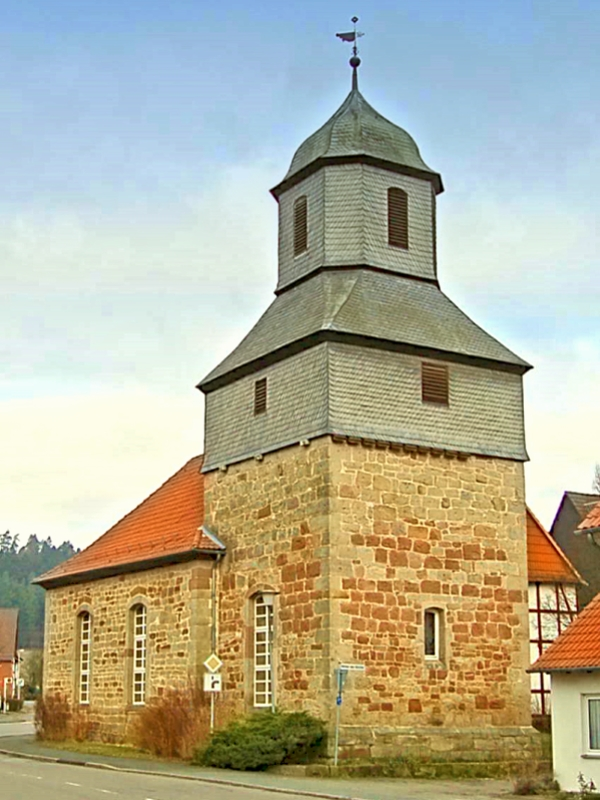
Kirche Nothfelden

Die romanische Chorturmkirche mit ihrem verschieferten Fachwerkoberbau gilt als Wahrzeichen des Ortes. 1751 erhielt sie ihr jetziges Aussehen. Bei diesem Umbau wurde die Decke des Kirchenschiffes tiefer gelegt und eine Empore eingezogen. Die Laternenhaube des Turmes stammt aus dem Jahr 1803. Seit 1991 befindet sich im Ostfenster eine Glasmalerei des damals in Oberrosphe tätigen Erhardt Jakobus Klonk. Die Evangelische Kirchengemeinde des Orts gehört zum Kirchspiel Altenhasungen.
Regelmäßige Veranstaltungen
Das traditionell jährlich stattfindende Schützenfest ist einer der Höhepunkte in dem noch heute landwirtschaftlich geprägten Dorf.